# Mercaderia

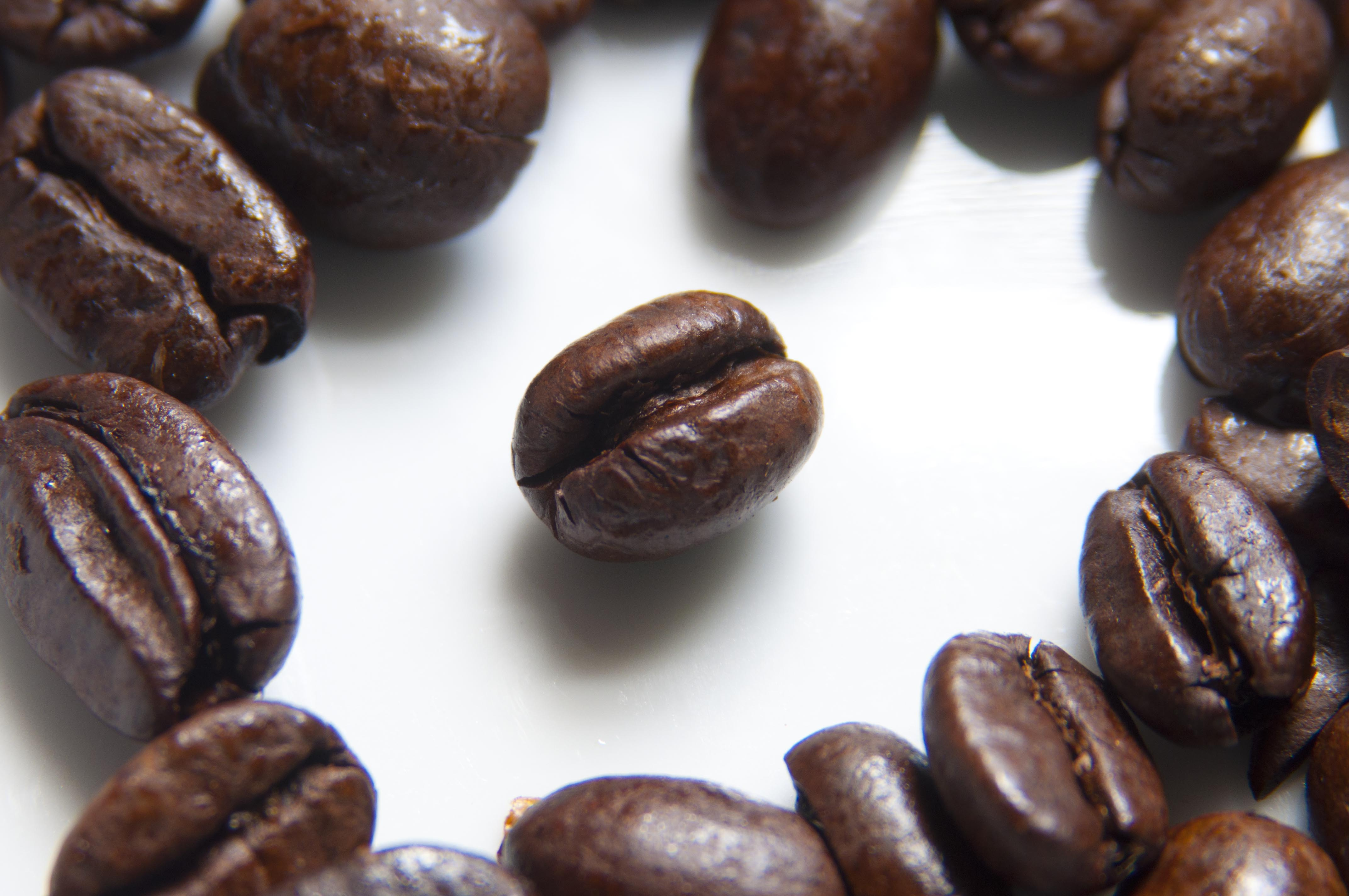
El cafè és un recurs bàsic per a milions de persones.

Una mercaderia (en anglès: commodity) és un producte del treball, útil per a satisfer les necessitats humanes i destinat a l'intercanvi en el mercat. Històricament, en la transformació d'una societat primitiva en una societat mercantil, els productes del treball es converteixen en mercaderies a mesura que palesen més clarament llur valor de canvi en el mercat.
La mercaderia és una cosa bona per a la demanda, però cal que se subministri sense diferenciació qualitativa a través d'un mercat. Alguns exemples són el petroli, el paper, la llet o el coure. El preu del coure és universal, i fluctua diàriament segons l'oferta i la demanda mundials. Hi ha diversos aspectes en la diferenciació dels productes, com poden ser entre d'altres, la marca, la interfície d'usuari o la qualitat percebuda.
En contrast, una de les característiques d'un producte bo és que el seu preu es determina en funció del conjunt del mercat. En general, són recursos bàsics i productes agrícoles, com ara mineral de ferro, petroli cru, carbó, etanol, sal, sucre, cafè, soja, alumini, coure, arròs, blat, or, plata i platí. Les primeres matèries toves són productes que es cultiven, mentre que els productes bàsics durs són els que s'extreuen a través de la mineria.